# Coleophora adjectella
Coleophora adjectella is een vlinder uit de familie kokermotten (Coleophoridae). De wetenschappelijke naam is voor het eerst geldig gepubliceerd in 1937 door Hering.
De soort komt voor in Europa.